# Вашакідзе Михайло Олександрович
Михайло Олександрович Вашакідзе (груз. მიხეილ ვაშაკიძე; 28 серпня 1909 — 27 листопада 1956) — грузинський радянський астроном.

## Біографія
Народився в с. Діді-Джиканші (Грузія). У 1932 закінчив Тбіліський університет. З 1936 працював в Абастуманській астрофізичній обсерваторії. Викладав астрономію в Тбіліському університеті (з 1954 — професор).
Основні наукові роботи присвячені вивченню зірок, міжзоряного середовища і галактик фотометричними і поляриметричними методами. Розробив в 1937 ефективний метод для вивчення просторової щільності зірок, відомий як метод Вашакідзе — Оорта. Досліджував в 1940-50-х роках галактичне поглинання світла шляхом безпосереднього визначення показників кольору кількох сотень галактик; встановив залежність показника кольору від типу галактики. Склав каталоги показників кольору галактик. Виконав дослідження поляризаційних властивостей сонячної корони за матеріалами, отриманими ним під час кількох повних сонячних затемнень. Зробив спробу (1953—1955) виявити поляризацію світла галактик. У 1954 незалежно від В. О. Домбровського відкрив, користуючись фотографічною методикою, поляризацію випромінювання Крабоподібної туманності, першим підкреслив, що ступінь поляризації окремих деталей туманності настільки велика, що її зображення при різних орієнтаціях поляроїдів мають різний вигляд. Розробив простій метод оцінки температури і щільності оболонок нових зірок на стадії появи заборонених ліній в їхніх спектрах.